# Ba’eda Mariam III.
Ba’eda Mariam III. war für wenige Tage im April 1826 Negus Negest (Kaiser) von Äthiopien. Er wurde durch Haile Mariam als Repräsentationsfigur auf den Thron gesetzt. Anschließend lebte er noch einige Jahre – der Missionar Samuel Gobat gab an, Ba’eda Mariam, dessen Frau und Kinder im Juni 1831 in Adigrat  getroffen zu haben.

## Quelle
1. ↑  Samuel Gobat: Journal of Three years’ Residence in Abyssinia. 1851 Negro Universities Press (New York 1969), S. 394.

| Vorgänger | Amt                       | Nachfolger |
| --------- | ------------------------- | ---------- |
| Gigar     | Kaiser von Äthiopien 1826 | Gigar      |

| Personendaten    | Personendaten                              |
| ---------------- | ------------------------------------------ |
| NAME             | Ba’eda Mariam III.                         |
| KURZBESCHREIBUNG | Negus Negest (Kaiser) von Äthiopien (1826) |
| GEBURTSDATUM     | 18. Jahrhundert oder 19. Jahrhundert       |
| STERBEDATUM      | 19. Jahrhundert                            |